# Red Band Society
Red Band Society è una serie televisiva statunitense di genere teen drama, trasmessa durante la stagione televisiva 2014-2015 su Fox..
Sviluppata da Margaret Nagle, la serie è un remake della fiction catalana Polseres vermelles, ideata da Albert Espinosa, e segue le vicende di un gruppo di adolescenti che vivono insieme come pazienti nel reparto infantile di un ospedale.

## Trama
La serie, narrata da Charlie, ragazzo dodicenne in coma, segue le vite quotidiane di sei ragazzi la cui casa, scuola e luogo di svago è costituita dall'Ocean Park Hospital di Los Angeles. Il gruppo è formato da Jordi, illegalmente arrivato dal Messico, Leo, Dash, Emma e Kara.

## Personaggi e interpreti
- infermiera Dena Jackson, interpretata da Octavia Spencer, doppiata da Francesca Guadagno.
È l'infermiera che segue i ragazzi del reparto pediatrico dell'Ocean Park Hospital.
- dottor Adam McAndrew, interpretato da Dave Annable, doppiato da David Chevalier.
È il medico che cura i ragazzi, uno dei più noti chirurghi pediatrici degli Stati Uniti.
- Emma Chota, interpretata da Ciara Bravo, doppiata da Margherita De Risi. 
Quindicenne ricoverata per un disturbo alimentare.
- Charlie Hutchison, interpretato da Griffin Gluck, doppiato da Leonardo Della Bianca.
È il ragazzo dodicenne in coma che narra la serie.
- Kara Souders, interpretata da Zoe Levin, doppiata da Giulia Franceschetti. 
Sedicenne cheerleader con problemi cardiaci.
- Brittany Dobler, interpretata da Rebecca Rittenhouse, doppiata da Letizia Ciampa.
È un'altra infermiera del riparto pediatrico dell'ospedale.
- Leo Roth, interpretato da Charlie Rowe, doppiato da Leonardo Caneva.
Uno dei ragazzi ricoverati, sedicenne.
- Jordi Palacios, interpretato da Nolan Sotillo, doppiato da Manuel Meli. 
È un sedicenne entrato in California illegalmente dal Messico in cerca di cure.
- Dash Hosney, interpretato da Brian ''Astro'' Bradley, doppiato da Federico Bebi. 
Sedicenne ricoverato per una fibrosi cistica.

## Episodi
| Stagione       | Episodi | Prima TV originale | Prima TV Italia |
| -------------- | ------- | ------------------ | --------------- |
| Prima stagione | 13      | 2014-2015          | 2016            |

## Produzione
Il 26 novembre 2014, la produzione della serie è stata fermata dopo dieci episodi prodotti  e, dopo averla inizialmente rimossa dai palinsesti dopo il decimo episodio, la Fox ha poi programmato i tre rimanenti per il 31 gennaio e il 7 febbraio 2015.
In Italia, la serie è stata interamente pubblicata su Sky On Demand il 1º marzo 2016. In chiaro viene proposta da Rai 1 dal 4 ottobre 2018 alle 4.30 di notte. L'ultimo episodio in 1a TV in chiaro è stata proposto da RAI 2 nella notte del 23 dicembre, dopo aver riproposto i primi 12 episodi.